# Канцано
Канцано (итал. Canzano) — коммуна в Италии, расположена в регионе Абруццо, подчиняется административному центру Терамо.
Население составляет 1809 человек (на 2005 г.), плотность населения составляет 113 чел./км². Занимает площадь 16 км². Почтовый индекс — 64020. Телефонный код — 0861.
Покровителем коммуны почитается святой Власий, празднование 3 февраля.